# Садовый (Омская область)
Садовый — упразднённый посёлок в Любинском районе Омской области России. Входил в состав Центрально-Любинского сельского совета. Исключен из учётных данных в 1990-е г.

## География
Располагался в 1,5 км к юго-западу от поселка Центрально-Любинский.

## История
Основана в 1916 г. В 1928 году хутор Шмунка состоял из 4 хозяйств. В административном отношении входил в состав Протопоповского сельсовета Любинского района Омского округа Сибирского края.

## Население
По переписи 1926 г. на хуторе проживал 30 человек (18 мужчин и 12 женщин), основное население — немцы

## Хозяйство
По данным на 1991 г. посёлок являлся фермой совхоза «Центрально-Любинский».